# ارنا یوزباشیان
ارنا نیکلایی یوزباشیان (ارمنی: Էռնա Նիկոլայի Յուզբաշյան؛ زادهٔ ۱۶ دسامبر ۱۹۵۸) خواننده اهل ارمنستان است. وی از سال ۱۹۸۰ میلادی تاکنون فعالیت بوده است. وی هم‌اکنون ساکن ایالات متحده آمریکا می‌باشد.

## زندگی‌نامه
وی در ۱۶ دسامبر ۱۹۵۸ در ایروان به دنیا آمد و از مدرسه دولتی موسیقی باکو فارغ‌التحصیل شد. وی همچنین برندهٔ جوایزی هنرمند افتخاری جمهوری ارمنستان (۲۰۱۵) همچون شده است.

## یادداشت
1. ↑  Բաքվի պետական երաժշտական ուսումնարան